# Cornești (okręg Jassy)
Cornești – wieś w Rumunii, w okręgu Jassy, w gminie Miroslava. W 2011 roku liczyła 609 mieszkańców.